# Catedral de Bérgamo
A Catedral de Bérgamo (em italiano: Duomo di Bergamo, ou Cattedrale di Sant'Alessandro) é uma catedral da Igreja Católica situada na cidade de Bérgamo, na Itália, dedicada a Alexandre de Bérgamo, padroeiro local. É a sede episcopal da Diocese de Bérgamo.

## História

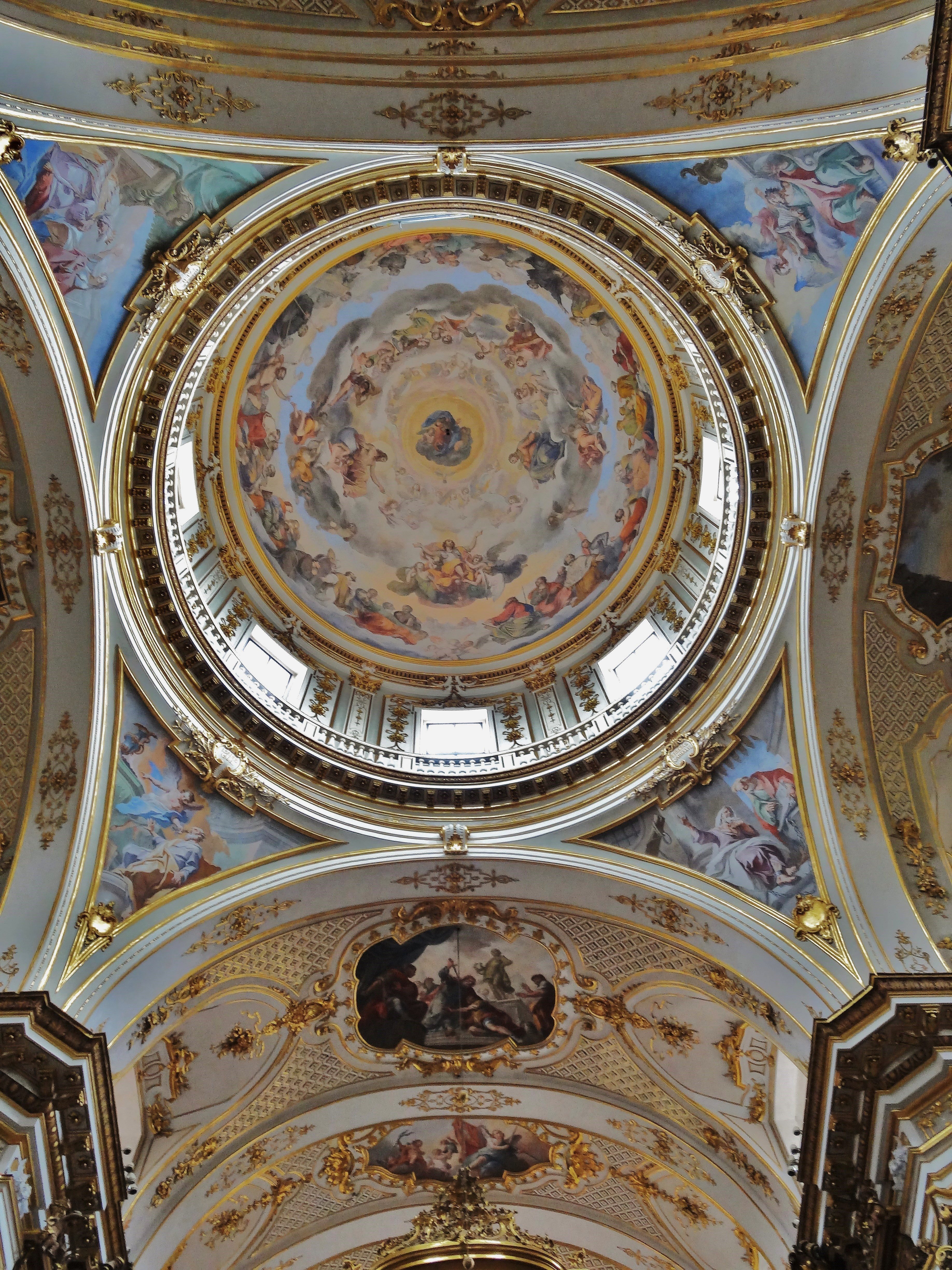
Domo da catedral visto do interior

Desde, no máximo, o século IX, existiam duas catedrais em Bérgamo: a basílica de Santo Alexandre, construída sobre o local tradicional de seu martírio, e a catedral de São Vicente, iniciada durante o domínio lombardo da península Itálica, no local onde hoje está a atual catedral. No século XV, o então bispo Giovanni Barozzi ordenou a reconstrução da catedral de São Vicente — projeto cuja autoria foi reivindicada pelo arquiteto florentino Filarete.
Em 1561, os venezianos demoliram a catedral de Santo Alexandre por razões militares, tornando a de São Vicente a única catedral funcional da cidade. No início do século XVII, o bispo Giovanni Emo unificou os cônegos das duas igrejas em um único corpo. Finalmente, em 18 de agosto de 1697, por meio da bula papal Exponi nobis, promulgada pelo Papa Inocêncio XI, o bispo Gregorio Barbarigo oficializou a união das duas catedrais, rededicando a de São Vicente a Santo Alexandre.
A estrutura foi remodelada em 1689, segundo os planos do arquiteto Carlo Fontana. Outra grande reestruturação ocorreu no século XIX, culminando na finalização da fachada ocidental em estilo neoclássico em 1889.

## Interior
A planta da catedral segue o formato de uma cruz latina, com uma única nave, semelhante à Basílica de São Pedro.
A primeira capela lateral à direita contém a pintura São Bento e os Santos (1524), de Andrea Previtali. A primeira capela à esquerda abriga A Madonna e o Menino com Santos (1576), de Giovan Battista Moroni. A igreja também conserva Madonna com Menino e dois pombos, de Giovanni Cariani, além de telas atribuídas a Giambettino Cignaroli e Sebastiano Ricci, incluindo a obra Santos Firmo, Rústico e Próculo (1704).
Na abside estão as pinturas Martírio do Bispo São João de Bérgamo (1731–1743), de Giovanni Battista Tiepolo, e Santo Alexandre, de Carlo Innocenzo Carloni. O coro possui painéis entalhados em alto-relevo, obra de Johann Karl Sanz. O altar-mor foi projetado por Filippo Juvarra.

## Batistério
Nas proximidades da catedral localiza-se o batistério, com planta octogonal, construído em 1340 pelo arquiteto Giovanni da Campione, originalmente destinado à Basílica de Santa Maria Maior. O edifício foi desmontado em 1650 durante reformas, mas reconstruído em 1856 no pátio dos cônegos e, por fim, transferido para seu local atual em 1889.
Seu interior abriga baixos-relevos representando a vida de Cristo, uma estátua de João Batista e uma pia batismal projetada por Giovanni da Campione, datada de 1340.
Na parte superior do batistério, oito colunas se erguem sobre estátuas que simbolizam as virtudes.